# Eugen Sturza
Eugen Ion Sturza (n. 15 decembrie 1984, RSS Moldovenească, URSS) este un politician din Republica Moldova. Prin jurământul depus la 24 octombrie 2017, a devenit cel mai tânăr membru din Guvernul Pavel Filip, în vârstă de 33 de ani, desemnat în funcția de Ministru al Apărării al Republicii Moldova.

## Studii
În anii 2004-2008 a studiat la Facultatea de Finanțe la Academia de Studii Economice din Moldova, Chișinău.

## Carieră profesională
După absolvirea studiilor, a fost Consilier al prim-ministrului Vlad Filat, până în 2013. Ulterior, a fost Șeful cabinetului prim-ministrului Iurie Leancă până în 2015, când pentru o perioadă a fost moderator în Reforma administrației publice în cadrul Institutului de Politici și reforme Europene.

## Starea civilă
Este căsătorit și are doi copii.